# Christian Tiffert
Christian Tiffert (Halle, Alemania, 18 de febrero de 1982) es un exfutbolista y entrenador alemán que jugaba en la posición de volante y su primer equipo fue Tennis Borussia Berlin. Actualmente es segundo entrenador del Chemnitzer FC de Alemania.

## Selección nacional
Ha sido internacional con la selección nacional de fútbol de Alemania Sub-21 disputando 25 partidos y anotando 2 goles.

## Clubes

### Jugador
| Club                   | País           | Año         |
| ---------------------- | -------------- | ----------- |
| Tennis Borussia Berlin | Alemania       | 1999 - 2000 |
| VfB Stuttgart          | Alemania       | 2000 - 2006 |
| Red Bull Salzburgo     | Austria        | 2006 - 2007 |
| MSV Duisburgo          | Alemania       | 2007 - 2010 |
| 1. FC Kaiserslautern   | Alemania       | 2010 - 2012 |
| Seattle Sounders FC    | Estados Unidos | 2012 - 2013 |
| VfL Bochum             | Alemania       | 2013 - 2014 |
| FC Erzgebirge Aue      | Alemania       | 2015 - 2019 |
| Hallescher FC          | Alemania       | 2019 - Act. |

### Entrenador
| Club                           | País     | Año         |
| ------------------------------ | -------- | ----------- |
| Chemnitzer FC (2.º entrenador) | Alemania | 2019 - Act. |